# Leonie Dotzler
Leonie Dotzler-Möllering (* 9. Juni 1899 in Dresden; † 18. Mai 1984 in Florenz) war eine deutsche Kritikerin und Feuilletonistin.

## Leben und Wirken
Die Tochter eines Dresdner Kaufmanns hatte durch die täglichen Gymnastikübungen ihrer Mutter und die von dieser (und später von ihr selbst) besuchten Tanzaufführungen schon in der Kindheit den Wunsch, Tänzerin zu werden. Als Jugendliche bekam sie Gymnastik- und Graziestunden bei der heute nahezu unbekannten Marita Polscher und besuchte anschließend den Unterricht von Valeria Kratina in rhythmisch-tänzerischer Gymnastik. Ein Gastspiel von Mary Wigman und deren Absicht, in Dresden eine Tanzschule zu errichten, führte die von den gezeigten Tänzen begeisterte junge Frau Anfang 1920 gleichzeitig mit Gret Palucca und anderen in die erste Dresdner Tanzklasse von Mary Wigman. Da zwar die künstlerische Begabung vorhanden war, aber die tanztechnischen Voraussetzungen für baldige eigene Auftritte als Tänzerin noch nicht ausreichten und eine Fußverletzung die praktische Mitwirkung für längere Zeit verhinderte, bezahlte ihr Vater das Schulgeld nicht weiter, was ihre Ausbildung als Tänzerin beendete.
Im November 1922 konnte Leonie Dotzler als Redaktionsvolontärin bei den Dresdner Neuesten Nachrichten anfangen und wurde sehr schnell – spätestens im Frühjahr 1923 – zur ersten Tanzkritikerin dieser namhaften Zeitung. Zwei Jahre lang wurde sie in allen Sparten der Redaktion ausgebildet, übernahm dann neben der Tanzkritik zunächst die Bearbeitung des unpolitischen Nachrichtenteils der Zeitung, für den sie auch verantwortlich zeichnete. Von 1928 an betätigte sie sich als Schriftleiterin im Feuilleton mit der Operetten-, Film- und Tanzkritik sowie Konzert- und Theaterbesprechungen und übernahm das Lektorat für die Unterhaltungsromane. Sie gehörte der Redaktion in leitender Funktion bis zur Einstellung des Erscheinens der Zeitung 1943 an und hat im Lauf der Jahre oft monatelang das Feuilleton selbständig geleitet.
In den 1920er und 1930er Jahren berichtete Leonie Dotzler kompetent über die Dresdener Tanzaufführungen, oft über Mary Wigman und ihre Gruppe und ihre Schüler, immer wieder über Gret Palucca, aber auch über das Triadische Ballett, Rudolf von Laban, Harald Kreutzberg, Vera Skoronel, Valeska Gert, Sent M’Ahesa, Anna Pawlowa, La Argentina, Isadora Duncan (in einem Nachruf), Dore Hoyer, Marianne Vogelsang und viele andere Tänzerinnen und Tänzer und selbst über Gymnastik-Vorführungen der Bodeschule Berlin unter der Leitung von Hinrich Medau.
Nach dem Zweiten Weltkrieg schrieb sie, inzwischen unter dem Namen Leonie Dotzler-Möllering, vereinzelt Rezensionen für verschiedene Zeitungen und Zeitschriften wie Die Welt oder Das Tanzarchiv von Kurt Peters. Fast 30 Jahre war sie feste Tanz-, Pantomime-, Opern- und Operettenkritikerin für die Lübecker Nachrichten, die auch mal z. B. aus Paris berichtete und außerdem Feuilletons verfasste, wozu sie beispielsweise 1964 an der Malklasse von Oskar Kokoschka an der  Internationalen Sommerakademie für Bildende Kunst Salzburg teilnahm. Darüber hinaus berichtete sie in diversen Beiträgen aus ihrer Jugend in Dresden und über ihre Begegnungen mit prominenten Zeitgenossen wie dem Theologen und Religionsphilosophen Paul Tillich.
Leonie Dotzler gilt aus heutiger Sicht als die bedeutendste Frau unter den deutschen Tanzkritikern der 1920er und 1930er Jahre.

## Würdigung und Wertung
„Mit ihrem vielseitigen Wissen auf dem Gebiete der Kunst und Literatur, ihrem feinen journalistischen Gefühl für Aktualität und Lebendigkeit, ihrem sicheren Urteil und ihrem ausgezeichneten Stil war sie ein wertvolles Mitglied unserer Redaktion.“ Dr. Wolfgang Huck, der ehemalige Verleger der DNN, am 12. Juli 1947.